# Ben More (Crianlarich)
Ben More (en gaèlic escocès Beinn Mhòr pronunciat [peiɲ voːɾ], que significa "gran muntanya") és una muntanya i munro al sud de les Terres Altes d'Escòcia (Regne Unit), prop de Crianlarich. Té una alçada de 1174 msnm. És la més alta dels pujols anomenats Crianlarich al sud-est del poble, i no hi ha terra més alta a les illes Britàniques al sud del Ben More. Està separat de Stob Binnein pel Bealach-eadar-dha Beinn, que significa "serral entre dos turons".
L'ascens més simple comença a Benmore Farm a la carretera A85. Inicialment ha de seguir-se la sendera que porta a Benmore Burn, abans de deixar aquesta sendera i encaminar-se a la cresta nord-oest del Ben More. És una pujada molt inclinada, pujant 1.000 metres en un trajecte de 4 quilòmetres. La cresta nord-est pot ser una alternativa preferible, sent més escarpada però menys inclinada. Per aconseguir-la, el caminant ha de seguir el corrent d'Allt Coire Chaorach, abans de dirigir-se cap a la cresta de Sròn nam Fòirsairean una vegada lliure del bosc que cobreix els vessants inferiors d'aquest costat del Ben More. Aquesta ruta té uns 5 quilòmetres més.
El Ben More es puja sovint juntament amb el Stob Binnein descendint al serral (Bealach-eadar-dha Beinn) i després pujant al segon cim. El descens pot fer-se directament des del serral cap a Benmore Burn.